# Diwata-1
Diwata-1またはPHL-Microsat-1は2016年3月23日に国際宇宙ステーション(ISS)に打ち上げられ、2016年4月27日にISSから軌道に展開されたフィリピンのマイクロサット。フィリピン初のマイクロサットであるとともに、フィリピン人が設計及び製造を行った初めての衛星でもある。

## 背景
日本の北海道大学と東北大学は2050年までに50機のマイクロ衛星を宇宙に送り出す計画を構想していた。計画は災害後の被災地の画像撮影を目的としており、バングラデシュ、インドネシア、マレーシア、ミャンマー、モンゴル、フィリピン、タイ、ベトナムなどに拠点を置く政府、大学、組織などと連携し、2機の衛星がフィリピン政府に委託されていた。  
Diwata-1はフィリピン科学技術省(DOST)が3年計画で資金調達したフィリピン科学的地球観測マイクロサット計画(PHL-microsat)を通して計画が開始された最初の衛星である。これ以前、フィリピン政府は衛星画像の使用には海外のサービスを利用していた。フィリピン産業・エネルギー・萌芽技術評議会(PCIEERD)の理事長であるCarlos Primo Davidは2013年に台風ヨランダの災害後、政府が“ヨランダ回廊”(Yolanda Corridor)と呼ばれた台風被害地の衛星画像の購入に5600万フィリピンペソを払った事例を挙げてこの計画について「小さな投資」とした。
Diwata-1以前にフィリピンはアギラ1号、同2号の2基の衛星を持っていたが、アギラ1号は打ち上げ時には海外企業であるPTパシフィク・サテリット・ヌサンタラ社が所有し運営していたものであり、アギラ2号は地元フィリピン企業のマブハイ・サテライトが所有していたが、後に香港のアジア・ブロードキャスト・サテライト社によって取得されている。
計画はフィリピン大学と先端科学技術研究所(DOST-ASTI)、日本の東北大学・北海道大学が協力して行った。計画は2014年12月にDOSTによってはじめられ、日本の2大学がかつて協力して製作した雷神2をさらに改良して製造された。

## 語源
衛星の名前はフィリピン神話に登場する神である自然の守護精霊たるディワータに由来する。

## 開発

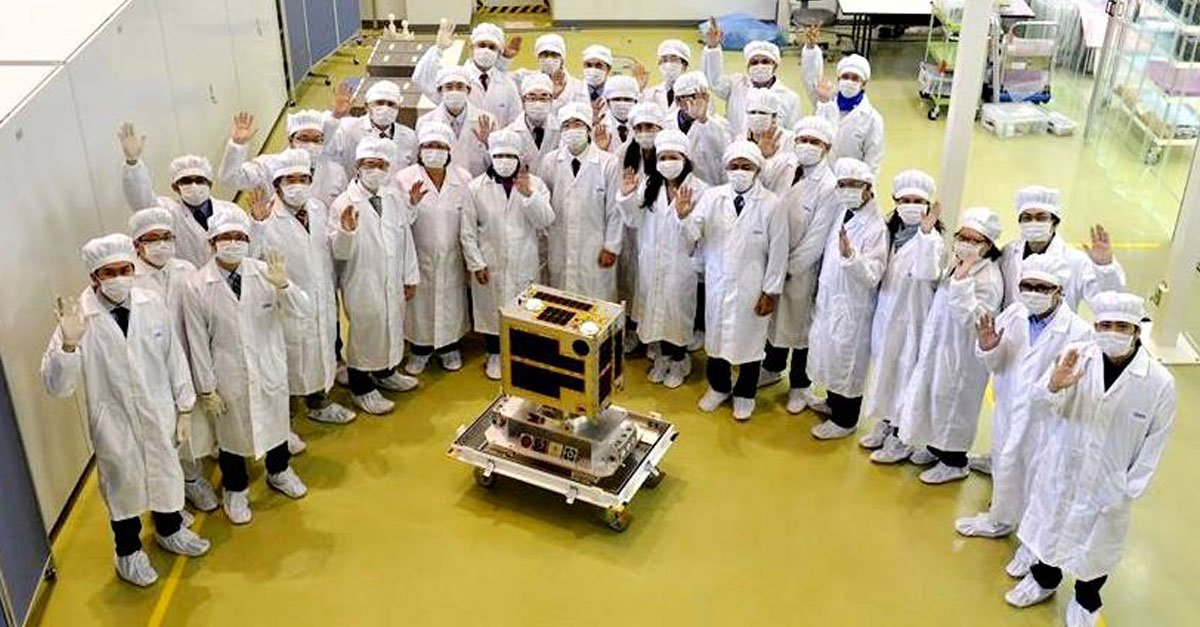
2016年1月13日の引き渡し

"Magnificent 9"と呼ばれるフィリピン先端科学技術研究所とフィリピン大学の9人のエンジニアが日本の大学の科学者と技術者の2人の協力を経てDiwata-1の製造を行った。彼らは2015年10月に日本に渡り、Diwata-1の組み立て都市圏は2015年12月に完了した。
Diwata-1は2016年1月13日につくば市の筑波宇宙センターで宇宙航空研究開発機構(JAXA)に引き渡された。2016年1月18日、JAXAは衛星の最終試験を行った後、米国のアメリカ航空宇宙局(NASA)に送った。
コンポーネントのテスト、初期振動テスト、振動後の電力試験、オフガス試験、フィットチェックなどが衛星に行われた。モジュール・センサーの持続機能テスト、ソフトウェアの最適化も行われた。

## 装置

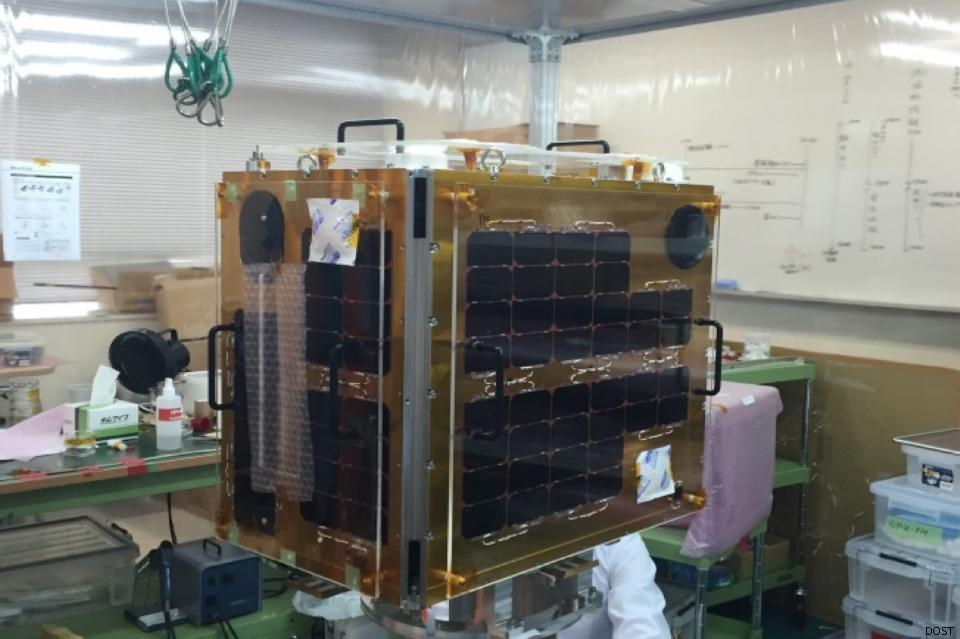
Diwata-1

Diwata-1は高精細望遠鏡(HPT)、液晶波長可変フィルタ(LCTF)搭載型多波長イメージャー(SMI)、広域カメラ(WFC)の3つの科学装置を搭載していた。また制御システム用に中領域カメラ(MFC)も搭載していた。
- 高精細望遠鏡(HPT) – 400キロメートル (250 mi)で3メートル (9.8 ft)の地上サンプル距離 (GSD) – 台風などの災害による被害程度の監視の使用を中心に検討された。また、赤・青・緑・遠赤外線領域の4波長に対応したCCDも備えていた[19]。

- 液晶波長可変フィルタ(LCTF)搭載型多波長イメージャー(SMI) – 400キロメートル (250 mi)で80メートル (260 ft)のGSD – 植生変化やフィリピン海域における植物プランクトンの生物量(Biomass)の測定を中心に検討された。装置には可視光(420–700 nm)から近赤外線(650–1050 nm)の両方の領域で撮影するために2つのCCDが取り付けられており、13nm間隔の波ごとに撮影できた[19][20]

- 広域カメラ(WFC) – GSDが7㎞で1800 × 1340の領域視野のパンクロマチックCCD – 大規模な雲のパターンと分布を視覚化するために利用された。Diwata-1は台風や嵐のような大規模な気象障害の発生時にこの装置で毎日の画像撮影が可能であった。

高度決定アルゴリズム較正はMFCで行われた。GSD185m程度とみられるカラーCCDが搭載されており、HPTやSMIの撮影画像の位置特定などにも利用された。

## 打ち上げ・ミッション

### 打ち上げ

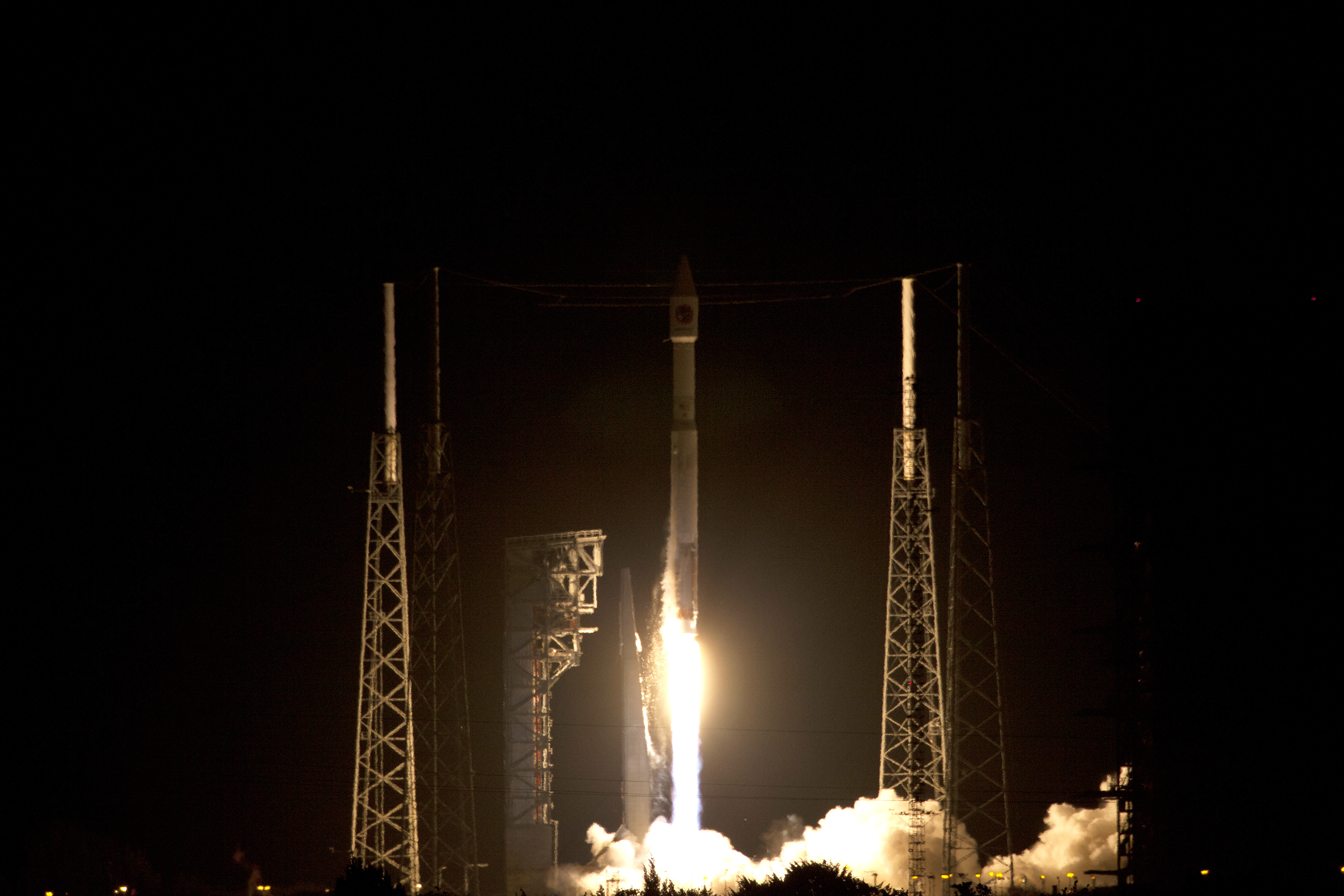
Diwata-1を積んだシグナス CRS OA-6を搭載したアトラスVロケット

Diwata-1の打ち上げは2016年3月23日にアメリカ合衆国フロリダ州ケープカナベラル空軍基地第41発射施設から行われた。
Diwata-1自体がオービタルATK社のシグナスの搭載貨物となっており、アトラスVロケットで打ち上げられ、シグナス CRS OA-6補給ミッションの一環としてISSに輸送された。当初の計画ではDiwata-1の打ち上げはスペースXによってカリフォルニア州かフロリダ州のどちらかから行われる予定であった。JAXAが前もってDiwata-1のためにオービタルの貨物スロットを一つ確保していた。シグナスは3月26日にISSに到着し、Diwata-1を含む貨物が運び出され、2週間の間ISSに留め置かれた。

### 宇宙への展開

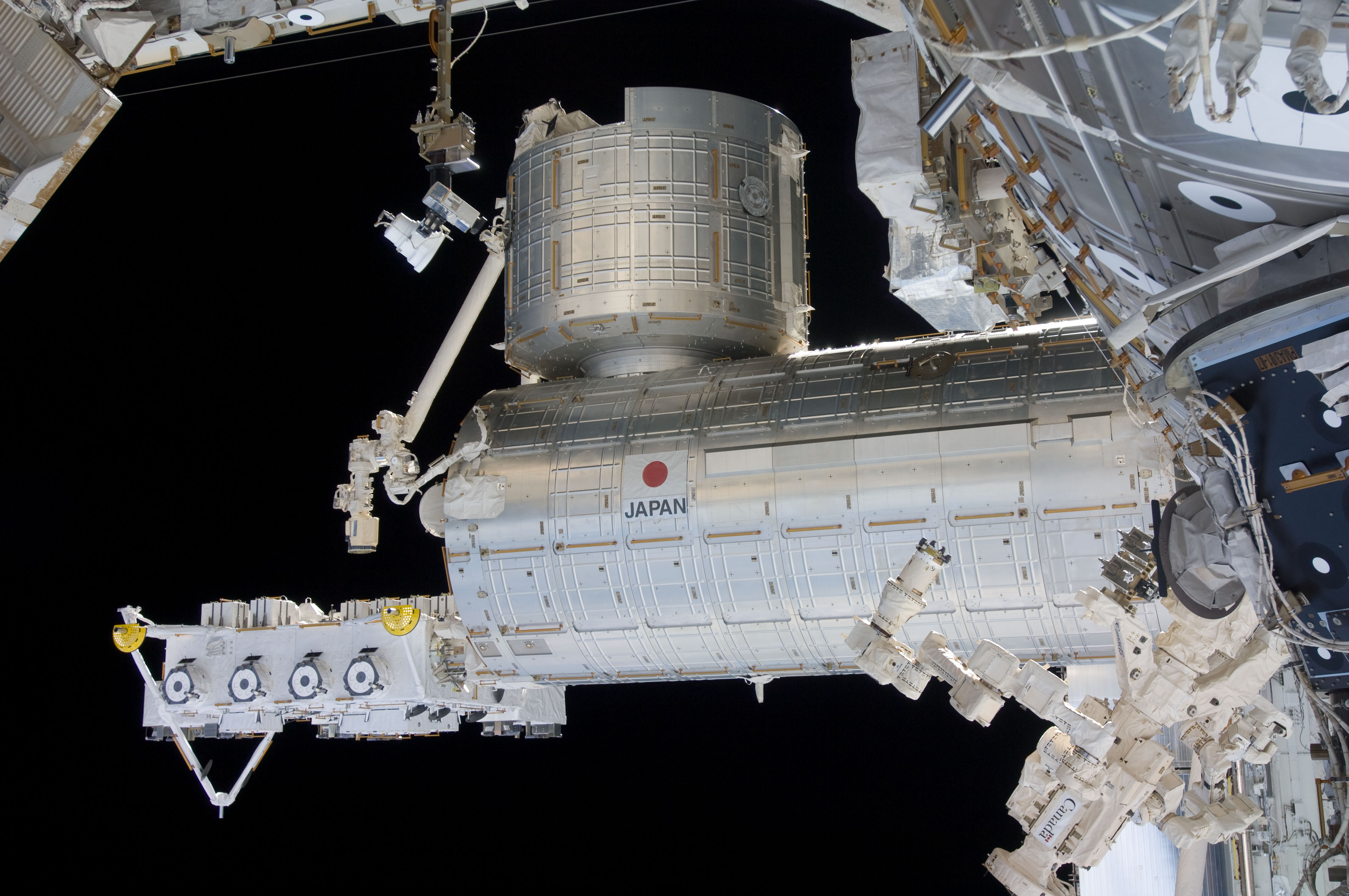
ISSのきぼうモジュール

Diwata-1は国際宇宙ステーションのきぼうモジュールから放出されることになっていた。放出前の4月には最低18か月の活動計画のために事前準備としてステーション内で検査された。
放出するのはきぼうに搭載されている小型衛星放出機構(J-SSOD)であり、2016年1月の時点ですでに106の小型衛星を放出しており、Diwata-1の放出は小型50㎏級の衛星を放出する初めての試みだった。当初Diwata-1の放出は2016年4月20日か21日のどちらかに予定されていたが、シグナス打ち上げに先立って、DOSTは衛星の放出時期を3月21日から4月30日までの間でISSが最も高い高度にあるときにすることをJAXAに要請し、後に放出は4月27日午後7時(フィリピン標準時PST)に行われることが公表された。実際の放出作業にはイギリス人宇宙飛行士ティム・ピークが携わり、7時45分に衛星軌道に乗せられた。
放出の際には、JAXA筑波宇宙センターで日本の国旗とともにフィリピン国旗が掲げられた。

### 運用
事前の衛星運用期間は最初期の予定よりも2か月長い20か月と見積もられていた。東北大学にいたDiwata-1エンジニアチームは衛星放出おおよそ一時間、初の通信を受信できた。
シグナス打ち上げから衛星放出までの期間、DOST傘下のPCIEERDとDOST-ASTIのユニットによって先端科学技術研究所に一時的受信局が突貫で設置され、軌道放出後の最初の1週間程度はここで運用されている。その後フィリピンの地上組織となるフィリピン地球情報資源観測センター(PEDRO)がUHF帯のコマンドラインで主な衛星の制御をとりおこなった。PEDROはUHF帯のDiwata-1から送られるテレメトリデータやXバンドの画像データの受信も行った。東北大学地上局(CRESST)も衛星とアクセスした。
衛星の最初の画像は2016年6月2日に東北大学による日本語のプレスリリースで一般公開された。画像はルソン島北東のイザベラ州と北日本の一部であった。また、パラワン島海岸線の画像も撮影しており、海岸線の一部の堆泥の兆候が示されていた。
2018年10月の時点でDiwata-1はフィリピンの国土の32%に上る地域をカバーする14,492枚の画像を撮影した。これらの画像の中にはアンティーケ州カルヤ町のセミララ島やバエ湖の画像がある。同月の時点でも衛星は運用状態を保っており、宇宙状態が良好であれば、少なくともさらに3年以上機能できると予測された。
Diwata-1の使用停止フェーズは2020年3月20日に始まり、高度降下を行った。2020年4月6日に地球大気圏に再突入し、衛星からの最終信号はPST午前4時49分に受信した。ミッション機関において衛星はフィリピンの114,087平方メートル (1,228,020 sq ft)の範囲を撮影し、地球の17000枚以上の画像を捉え、地球を22642回周回し、フィリピン上空を4800回以上通過する功績を挙げた。

## 影響
Diwata-1も含まれるPHL-Microsat計画の目標の一つは、フィリピンの宇宙組織の設立への進捗を加速させることであった。DOSTのマリオ・モンテホ大臣はDiwata-1は人工衛星製造産業を補完する国内の電子・航空宇宙産業の発展のための道を開くだろうと述べている。
フィリピン大学ディリマン校はマイクロ衛星の技術開発を継続する宇宙研究ラボのためのスペースを割り当て、ここでDiwata-1計画に参加したフィリピン人科学者が現地人材の教育・訓練を行えるようになっている。この施設はDOSTのPCIEERDから資金を得て作られた。

## 註釈
1. 1 2  Clark, Stephen. “Launch Schedule”.   spaceflightnow.com. 2016年3月21日閲覧。
2. 1 2  Suarez, KD (2016年4月27日). “Diwata-1, the first Philippine microsatellite, deployed to space”. Rappler 2016年4月27日閲覧。
3. 1 2  Dimacali, TJ (2016年4月28日). “Diwata-1 phones home: 'Maayos ang lahat' [Diwata-1 phones home: 'Everything's okay']”. GMA News 2016年4月28日閲覧。
4. ↑  Suarez, KD (2016年1月13日). “One giant leap: PH microsatellite a step closer to launch”. Rappler 2016年1月13日閲覧。
5. 1 2 3  Sakamoto, Yuji; Gonzalez, Ariston; Espiritu, Juan Paolo; Labrador, John Leur; Oliveros, Julian; Kuwahara, Toshinori; Yoshida, Kazuya (2015-05-25). “Development of the Satellite Bus System for PHL-MICROSAT”. 日本地球惑星科学連合 (Chiba) 2016年1月19日閲覧。.
6. 1 2 3 4  Usman, Edd (2016年1月13日). “PH makes history, hands over Diwata-1 to JAXA for space launch”. Manila Bulletin.  オリジナルの2016年1月16日時点におけるアーカイブ。 2016年1月13日閲覧。
7. ↑  “First Philippine microsatellite "DIWATA" set to launch”. フィリピン共和国官報. (2015年1月18日) 2016年2月7日閲覧。
8. 1 2 3 4 5 6 7 8  Yee, Jovic (2015年1月12日). “1st PH-made satellite set to go into space”. Philippine Daily Inquirer 2016年1月13日閲覧。
9. ↑  “Asian Universities +  Asian Nations Go Small... Monitor Natural Disasters w/Network Of Microsatellites”. Satnews Daily. (2016年1月13日) 2016年1月14日閲覧。
10. 1 2 3  Usman, Edd (2016年1月15日). “DOST says PHL joining Asian 50-microsatellite alliance of 9 countries”. Manila Bulletin.  オリジナルの2016年2月20日時点におけるアーカイブ。 2016年1月15日閲覧。
11. 1 2  Ranada, Pia (2015年3月10日). “Introducing Diwata, the first Philippine-made satellite”. Rappler 2015年3月12日閲覧。
12. ↑  Morimoto, Miki (2015年3月6日). “Japanese, Filipino researchers to jointly develop satellites to check typhoon damage”. 朝日新聞.  オリジナルの2015年3月10日時点におけるアーカイブ。 2015年3月12日閲覧。
13. ↑  “DOST: First Filipino-made satellite to help agriculture”. Philippine News Agency. EdgeDavao. (2016年1月19日) 2016年1月19日閲覧。
14. ↑  Usman (2016年1月31日). “Yes, Filipinos can!”. Manila Bulletin.  オリジナルの2016年2月2日時点におけるアーカイブ。 2016年2月3日閲覧。
15. ↑  Usman, Edd (2014年12月27日). “DOST marks 2014 with 4 int'l awards”. Manila Bulletin.  オリジナルの2015年2月26日時点におけるアーカイブ。 2015年2月26日閲覧。
16. 1 2 3  Usman, Edd (2016年1月2日). “DOST, 2 Japanese universities complete Philippine satellite for launching in space”. Manila Bulletin.  オリジナルの2016年1月6日時点におけるアーカイブ。 2016年1月2日閲覧。
17. 1 2  “フィリピン政府国産初となる50㎏級超小型衛星「DIWATA-1」の受領完了 ~2016年春、打上げ・初の放出へ。 「きぼう」の船外利用は多様化へ~”. JAXA. (2016年1月22日) 2016年1月29日閲覧。
18. 1 2 3  Arayata, Maria Cristina (2016年3月22日). “NASA set to launch Philippines’ 1st microsatellite to the ISS”. Philippines News Agency. InterAksyon.  オリジナルの2016年3月23日時点におけるアーカイブ。 2016年3月22日閲覧。
19. 1 2 3 4  Vergel, Kaye Kristine; Magallon, Benjamin Jonah; Takahashi, Yukihiro; Ishida, Tetsuro; Perez, Gay Jane; Tupas, Mark Edwin; Marciano, Joel (2015-11-02). “Science Missions and Payloads Specifications of Philippines' First Earth-Observation Microsatellite: Diwata”. 日本地球惑星科学連合 2016年1月18日閲覧。.
20. ↑  “第4回宇宙開発利用大賞 宇宙航空研究開発機構理事長賞”. 2020年6月26日閲覧。
21. ↑  Dimacali, TJ (2016年3月21日). “First Pinoy satellite DIWATA-1 to launch on Wednesday”. GMA News 2016年3月21日閲覧。
22. 1 2  Usman, Edd (2016年1月12日). “PH microsatellite set to be launched in April”. Manila Bulletin 2016年1月19日閲覧。
23. ↑  Usman, Edd (2016年3月26日). “PH’s ‘Diwata-1’ microsatellite successfully reaches ISS”. Manila Bulletin.  オリジナルの2016年4月14日時点におけるアーカイブ。 2016年3月28日閲覧。
24. ↑  Gonzales, Grace (2015年3月10日). “PHL working with Japan to launch first Filipino-made satellite in space”. Ang Malaya Net 2015年3月12日閲覧。
25. ↑  Usman, Edd (2016年1月31日). “Deployment of Diwata-1 in space, a first for Japan's Kibo”. Manila Bulletin.  オリジナルの2016年3月3日時点におけるアーカイブ。 2016年2月3日閲覧。
26. 1 2  Ronda, Rainier Allan (2016年3月28日). “First Philippine satellite reaches space station”. The Philippine Star 2016年3月28日閲覧。
27. ↑  Abadilla, Emmie (2016年4月26日). “Diwata-1 to launch into space Wednesday”. Manila Bulletin 2016年4月27日閲覧。[リンク切れ]
28. 1 2 3  Dimacali, TJ (2016年4月27日). “PHL's first satellite Diwata-1 launched into orbit”. GMA News 2016年4月27日閲覧。
29. ↑  “フィリピン共和国　国産開発第1号となる「DIWATA-1」の国際宇宙ステーション・「きぼう」からの放出成功について（JAXA初となる50kg級超小型衛星の放出成功）”. JAXA (2016年4月27日). 2020年6月26日閲覧。
30. ↑  “フィリピン共和国 第1号衛星「DIWATA-1」による初画像撮影の成功について”. 東北大学 (2016年6月2日). 2020年6月26日閲覧。
31. ↑  “Diwata-1 satellite's first images made public”. Rappler (2016年6月2日). 2016年7月24日閲覧。
32. ↑  “‘Diwata’ warns of siltation in Palawan coastline”. Philippine Daily Inquirer. (2017年3月8日) 2017年3月8日閲覧。
33. 1 2  Tumampos, Stephanie; Resurreccion, Lyn (2018年10月29日). “PHL flying high–into space”. BusinessMirror 2018年10月29日閲覧。
34. ↑  “DOST to launch microsatellite to gather data on disasters”. PTV News. (2018年10月27日) 2018年10月27日閲覧。
35. ↑  “Philippines’ first satellite Diwata-1 returns to Earth”. GMA News. (2020年4月8日) 2020年4月8日閲覧。
36. ↑  "We hope that this inspires our young children to go into space science; it overcomes a psychological barrier. A lot of kids think of this as just science fiction. But this shows that Filipinos, given enough support, can do what first world countries are doing in space"
37. ↑  Ronda, Rainier Allan (2016年1月18日). “Diwata-1 may pave way for local satellite-building industry”. The Philippine Star 2016年1月19日閲覧。